# IDS 타워
IDS 타워는 미국 미네소타주 미니애폴리스에서 가장 높은 건축물이다. 1972년부터 2001년까지 데이턴 허드슨 코퍼레이션의 본사가 위치해 있었다.